# Gillette (cantante)
Sandra  Navarro Gillette, (Nueva Jersey, Estados Unidos, 16 de septiembre de 1974), conocida por el nombre artístico de Gillette es una cantante mexicano-estadounidense de los ritmos R&B y dance. Nació en Nueva Jersey, sin embargo se crio en las ciudades de Chicago y Houston. En estas ciudades participó en varias actividades amateurs como cantante. Famosa por su éxito Short Dick Man canción que habla de los hombres.

## Biografía
Gillette nació en Nueva Jersey como Sandra Navarro, hija  de madre puertorriqueña y padre mexicano y creció en Chicago y Houston. Surgió con su nombre artístico Gillette a mediados de los noventa, como una verdadera rupturista, cantando su polémica canción “Short dick man”, en la que menospreciaba el tamaño de los genitales masculinos con frases como “¿Qué diablos es eso?”; un golpe bajo para la autoestima viril. Pero esta abierta hostilidad hacia los miembros pequeños tenía una razón de ser para Gillette, amparada en una mala experiencia que la llevó a ser madre soltera. Su canción fue presentada como “Short Short Man” para aplacar las reacciones por la polémica letra. 
Pero su canción, convertida en himno para muchos sectores, no fue la única arremetida de la joven contra la ‘supremacía masculina’. Pronto sacó un segundo sencillo dedicado al blanco preferido de sus descargas: los hombres, esta vez con la canción “Mr. Personality”, donde habla de un hombre irremediablemente feo, que hace a “Frankenstein lucir como Johnny Depp”. Un poco menos ofensiva que la canción anterior, “Mr. Personality” incluso fue usada en campañas publicitarias.
Luego del éxito obtenido con el primer disco, “On the Attack”, Sandra lanzó un segundo álbum, titulado “Shake your money maker” en 1996, el cual no mantuvo el éxito de su predecesor; haciendo que su fama se desvaneciera. Cuatro años después, lanzó “Did I Say That?”, que, al igual que "Shake your money maker", no tuvo el éxito de su primer álbum.
En el año 2004, Gillette se retira de la escena musical, y decide fundar junto a otras personas el grupo de cabaret conocido como "Peekaboo Revue", del que se escindió luego al año de su constitución. También trabajó en películas independientes y aún se presenta en algunos clubs con su música y éxitos característicos.
Gillette volvió a ser la vocalista del grupo “20 fingers” que la acompañó en su aventura musical contra los valores más apreciados de la masculinidad. La banda se caracteriza por utilizar frases sugerentes en sus canciones, como “Don’t laugh but lick it”.

## Discografía
| Información Álbum |
| --- |
| On The Attack - Lanzamiento: 1994 - Discográfica: Volcano - 1994: "Short Dick" - 1995: "Mr. Personality" - 1995: "You`re a Dog" |
| Shake You Money Honey - Lanzamiento: 1996 - Discográfica: Volcano - 1996: "Bounce" - 1996: "Do Fries Go With That Shake"        |
| Did I Say That? - Lanzamiento: 2000 - Discográfica: Jellybean - 2000: "Sex Tonight"                                             |

- Datos: Q5562152